# La Mort et le Bûcheron (Millet)
Pour les articles homonymes, voir La Mort et le Bûcheron.
La Mort et le Bûcheron est un tableau réalisé par le peintre français Jean-François Millet en 1858-1859. Cette huile sur toile est une allégorie qui représente la Mort armée de sa faux emportant un bûcheron qui vient de poser son trop lourd fagot de bois dans une forêt. Il s'agit d'une illustration d'une fable de Jean de La Fontaine de laquelle elle reprend le titre, La Mort et le Bûcheron. L'œuvre fait partie depuis 1878 des collections de la Ny Carlsberg Glyptotek de Copenhague, au Danemark.